# Blepharella bicolor
Blepharella bicolor là một loài ruồi trong họ Tachinidae.